# Марку Вовчку
«Марку Вовчку» — вірш Тараса Шевченка, написаний 17 лютого 1859 року в С.-Петербурзі. Твір присвячений українській письменниці Марку Вовчку.

## Автографи і написання
Збереглося декілька автографів вірша: чистовий автограф у «Більшій книжці»; список рукою І. М. Лазаревського з виправленням Шевченка; чорновий автограф рядків 17 — 19 на листі М. О. та М. В. Максимовичів до Шевченка від 6 жовтня 1859 року; чистовий автограф на звороті титульного аркуша рукописної збірки «Поезія Т. Шевченка. Том первий». Дата в автографі «Більшої книжки»: «1859. Февраля 17. СПб.». Інші автографи не датовані. Вірш датується за автографом в «Більшій книжці»: 17 лютого 1859 року, місце написання — С.-Петербург.
Первісні автографи не відомі. 17 лютого 1859 року вірш переписано до «Більшої книжки», в якій він спочатку закінчувався рядками: «І думу вольную на волю Із домовини воззову. А дні мої… моя ти доле! Твоїми днями назову». Одразу після написання вірш став відомий Марку Вовчку, й вона знайомила з ним своє петербурзьке оточення; в недатованому листі до Д. С. Каменецького (орієнтовно датується 18 — 19 лютого 1859 року) вона просила: «Вложенные в эту записку стихи Т[араса] Г[ригорьевича] прочтите, дайте прочесть П[антелеймону] А[лександровичу] и пришлите назад». Без заключних рядків, дописаних Шевченком пізніше, вірш переписав П. О. Куліш, список якого тотожний з текстом «Більшої книжки», та І. М. Лазаревський, список якого відрізняється від тексту «Більшої книжки» орфографією та пунктуацією й, можливо, був зроблений з того рукопису, про який ідеться в цитованому листі Марка Вовчка. В списку І. М. Лазаревського Шевченко виправив рядок 17: «А дні мої, моя ти доле» на «А дні мої, моя дитино», але залишив без виправлення припущену переписувачем неточність у рядку 11: «Світи на мене і нагрій» замість «Світи на мене і огрій», як було в автографі «Більшої книжки». Назва і присвята в обох списках: «Марку Вовчку (На пам'ять 24 января 1859 г.)».
Восени 1859 року Шевченко продовжив роботу над віршем, записавши нові варіанти рядків 17 — 19 на листі подружжя Максимовичів від 6 жовтня 1859 року. Чистовий текст цих рядків вписано до «Більшої книжки» після закреслених двох останніх рядків попереднього варіанта; таким чином, вони становлять пізніший, другий шар автографа «Більшої книжки».
Переписуючи (між 30 листопада і 5 грудня 1859 року) вірш на звороті титульного аркуша рукописної збірки «Поезія Т. Шевченка. Том первий», поет змушений був зробити в ньому ряд пом'якшень з огляду на цензуру. Однак і в послабленому варіанті цензор В. М. Бекетов (резолюцію якого датовано 28 листопада 1859 року) зробив кілька істотних вилучень: у рядках 6 — 8 знято слова «пророка і обличителя жестоких людей неситих!», у рядку 10 («Моя порадонько святая») — слово «святая», у рядку 18 — слово «предтече». Внаслідок цього Шевченкові довелося відмовитися від публікації вірша в «Кобзарі» 1860 року, де він мав бути присвятою до всієї книжки. Тому основний текст подається за автографом у «Більшій книжці», який хоч і є хронологічно ранішим, але не зазнав автоцензурного та цензурного викривлення.
Зберігся також похідний від «Більшої книжки» список невідомою рукою, в якому початок (рядки 1 — 7) вірша «Марку Вовчку» механічно об'єднано із закінченням (рядки 29 — 50) вірша «Ісаія. Глава 35»; рядок 4 у цьому списку прочитано неточно: «Щоб наша слава не вмирала».

## Публікація
Вперше вірш надруковано у виданні: «Кобзарь Тараса Шевченка / Коштом Д. Е. Кожанчикова» (СПб., 1867 рік, стор. 627), де подано за «Більшою книжкою».
Копію з рукопису «Поезія Т. Шевченка. Том первий» уперше надруковано в статті: «Хинкулов А. Поэзия в борьбе: О судьбе литературного наследия Т. Г. Шевченко» (Советская Украина, 1962 рік, № 8, стор. 182—183).
Варіанти автографа в рукопису «Поезія Т. Шевченка. Том первий» уперше опубліковано в статті: «Ганцов В. Новознайдені Шевченкові автографи» (Радянське літературознавство, 1966 рік, № 3, стор. 59).
Факсимільне відтворення автографа в рукопису «Поезія Т. Шевченка. Том первий» (1969).

## Складова
Твір присвячений українській письменниці Марку Вовчку. Про Марка Вовчка Шевченко вперше дізнався в Нижньому Новгороді, повертаючись із заслання. В листі від 22 грудня 1857 року П. О. Куліш сповістив його, що надсилає оповідання молодої письменниці. Шевченко перепитував про неї в листах до Куліша від 4 та 26 січня 1858 року. Ознайомившись з одержаною збіркою «Народні оповідання» (СПб., 1857), Шевченко 18 лютого 1858 року зробив у щоденнику запис про своє захоплення збіркою та про намір познайомитися з авторкою: «Какое возвышенно-прекрасное создание эта женщина… Необходимо будет ей написать письмо и благодарить ее за доставленную радость чтением ее вдохновенной книги». У листі до М. М. Лазаревського від 22 лютого 1858 року Шевченко просив дізнатися в Петербурзі й надіслати йому адресу письменниці. 13 липня 1858 року Шевченко присвятив Марку Вовчку вірш «Сон» («На панщині пшеницю жала…»). Особисте знайомство Шевченка з Марком Вовчком відбулося наступного дня після її приїзду до Петербурга: вона прибула туди 22 січня 1859 року, а 23 січня познайомилася з Шевченком. Дата в присвяті вірша «На пам'ять 24 генваря 1859» може свідчити про ще одну їхню зустріч. Невдовзі Марко Вовчок, у свою чергу, почала розширювати коло Шевченкових знайомств — зокрема, познайомила його з Тургенєвим. Останній засвідчив у своїх спогадах захоплену оцінку Шевченком літературної обдарованості й мовної майстерності Марка Вовчка: "Он был искренне к ней привязан и высоко ценил ее талант… Однажды на мой вопрос: какого автора мне следует читать, чтобы поскорее выучиться малороссийскому языку? — он с живостью отвечал: «Марко Вовчка! Он один владеет нашей речью!». Покладаючи на Марка Вовчка великі надії щодо дальшого розвитку української літератури, Шевченко підтримував творчі пошуки письменниці, сприяв публікації її творів, листувався з нею, подарував автограф своєї поеми «Неофіти», а також — за свідченням Марка Вовчка в листі з-за кордону до О. В. Маркевича, написаному в першій половині березня 1861 року, — «портрет, як він був молодий, писаний самим, його тетрадку, що він ісписав в Ор[ській] кріпості і його Євангеліє, що читав там. Все теє він мені отдав, як я в нього була, а я зоставила знов у нього, поки вернусь».